# Ferdinand Fairfax
Victor Ferdinand Desmond Ramsay-Fairfax (Londra, 1º agosto 1944 – Londra, 7 marzo 2008) è stato un regista britannico di cinema e televisione.

## Biografia
Di estrazione nobiliare, è stato l'unico figlio maschio di Victor George Hargrave Ramsay-Fairfax e Christian Geraldine Mary Irby. Ha studiato all'Eton College. È stato candidato due volte ai premi BAFTA nel corso della sua carriera in TV.

## Filmografia

### Cinema
- Savage Islands (1983)
- Il salvataggio (The Rescue) (1988)
- True Blue - Sfida sul Tamigi (True Blue) (1996)

### Televisione
- Danger UXB – serie TV, 4 episodi (1979)
- I Professionals (The Professionals) – serie TV, episodio 3x08 (1976)
- Le sconfitte di un vincitore: Winston Churchill 1928-1939 (Winston Churchill: The Wilderness Years) – miniserie TV, 8 puntate (1981)
- La corsa al Polo (The Last Place on Earth) – miniserie TV, 7 puntate (1985)
- Una decisione difficile (A Fighting Choice) – film TV (1986)
- Spymaker - La vita segreta di Ian Fleming (Spymaker: The Secret Life of Ian Fleming) – film TV (1990)
- Jeeves and Wooster – serie TV, 12 episodi (1992-1993)
- Wycliffe – serie TV, episodi 1x01-1x04 (1994)
- The Choir – miniserie TV, 5 puntate (1995)
- Murder Most Horrid – serie TV, episodi 3x04-3x06 (1996)
- Kavanagh QC – serie TV, episodio 4x05 (1998)
- Frenchman's Creek – film TV (1998)
- Without Motive – serie TV, episodi 2x01-2x02-2x03 (1999)
- Murder in Mind – serie TV, episodi 1x04-1x06-2x05 (2001-2002)
- Trial & Retribution – serie TV, episodi 6x01-6x02 (2002)
- Unconditional Love – film TV (2003)
- The Last Detective – serie TV, episodio 2x01 (2004)
- Rose and Maloney – serie TV, episodi 1x01-1x02 (2004)
- Egypt – miniserie TV, 5 puntate (2005)
- Lilies – serie TV, episodi 1x04-1x05-1x06 (2007)

## Riconoscimenti
- British Academy Television Awards[3]
  - 1982 – Candidatura alla miglior serie drammatica per Le sconfitte di un vincitore: Winston Churchill 1928-1939
  - 1993 – Candidatura alla miglior serie drammatica per Jeeves and Wooster